# Golf tại Đại hội Thể thao Đông Nam Á 2017
Môn golf thi đấu tại Đại hội Thể thao Đông Nam Á 2017 ở Kuala Lumpur đang được diễn ra tại Câu lạc bộ golf Mines Resort City ở Selangor.
Đại hội năm 2017 tham gia 4 cuộc thi: 4 nam và nữ cá nhân và đồng đội.

## Các nội dung
Các nội dung sau đây sẽ được tranh luận:
- Nam
  - Cá nhân
  - Đồng đội
- Nữ
  - Cá nhân
  - Đồng đội

## Tham dự

### Các quốc gia tham dự
- Brunei
- Campuchia
- Indonesia
- Lào
- Malaysia
- Myanmar
- Philippines
- Singapore
- Thái Lan
- Đông Timor
- Việt Nam

## Tóm tắt huy chương

### Bảng huy chương
| 1       | Thái Lan (THA)    | 3 | 2 | 1 | 6  |
| 2       | Singapore (SGP)   | 1 | 1 | 0 | 2  |
| 3       | Indonesia (INA)   | 0 | 1 | 1 | 2  |
| 4       | Malaysia (MAS)    | 0 | 0 | 1 | 1  |
| 4       | Philippines (PHI) | 0 | 0 | 1 | 1  |
| Tổng số | Tổng số           | 4 | 4 | 4 | 12 |

### Danh sách huy chương
| Cá nhân nam  | Kosuke Hamamoto · Thái Lan                                                                                       | Marc Ong Chong Ching · Singapore                                                                            | Kammalas Namuangruk · Thái Lan                                                                                    |  |  |  |
| Đồng đội nam | Singapore (SGP) · Gregory Raymund Foo Yongen · Joshua Shou Minqing · Marc Ong Chong Ching · Joshua Ho Shengliang | Thái Lan (THA) · Kammalas Namuangruk · Kosuke Hamamoto · Sadom Kaewkanjana · Witchayanon Chothirunrungrueng | Indonesia (INA) · Almay Rayhan Yagutah · Jonathan Wijono · Kevin Caesario Akbar · Naraajie Emerald Ramadhan Putra |  |  |  |
|              | | | |  |  |  |
| Cá nhân nữ   | Atthaya Thitikul · Thái Lan                                                                                      | Thitapa Pakdeesettakul · Thái Lan                                                                           | Go Lois Kaye Lo · Philippines                                                                                     |  |  |  |
| Đồng đội nữ  | Thái Lan (THA) · Atthaya Thitikul · Manuschaya Zeemakorn · Thitapa Pakdeesettakul                                | Indonesia (INA) · Ida Ayu Indira Melati Putri · Rivani Adelia Sihotang · Tatiana Jaqueline Wijaya           | Malaysia (MAS) · Nur Durriyah Damian · Ashley Lau Jen Wen · Loy Hee Ying                                          |  |  |  |